# Bratři Russoové

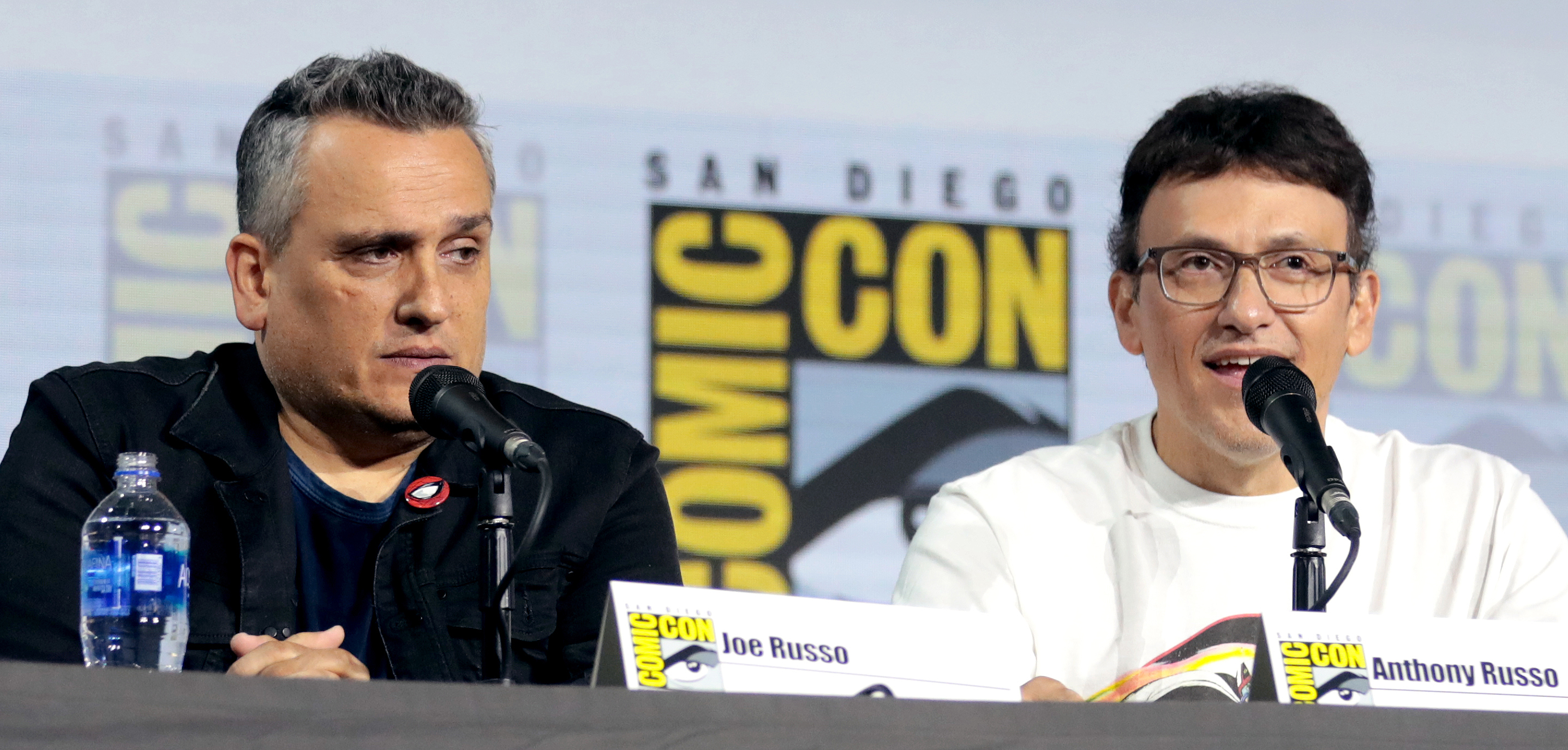
Joe (vlevo) a Anthony Russoové (2019)

Bratři Russoové je americká bratrská dvojice filmových a televizních režisérů, producentů a scenáristů. Tvoří ji Anthony Russo (* 3. února 1970) a Joseph „Joe“ Russo (* 8. července 1971), kteří pochází z Clevelandu v Ohiu. Jejich mladší sestra Angela Russo-Ostot je televizní producentkou a scenáristkou.
Režijně debutovali v roce 2002 celovečerním snímkem Bombakšeft, který také napsali. V letech 2003–2005 natáčeli epizody seriálu Arrested Development, přičemž za pilotní díl získali cenu Emmy. K jejich další významné režijní a producentské televizní práci patří seriály Carpoolers (2007–2008), Zpátky do školy (2009–2014) a Šťastní až do smrti (2011–2012).

## Režijní filmografie
- 2002 – Bombakšeft
- 2006 – My dva a křen
- 2014 – Captain America: Návrat prvního Avengera
- 2016 – Captain America: Občanská válka
- 2018 – Avengers: Infinity War
- 2019 – Avengers: Endgame
- 2021 – Cherry
- 2022 – The Gray Man
- 2025 – Pasáž